# Gilbert Garcera
Gilbert Garcera y Armea (nacido el 2 de febrero de 1959) es el arzobispo católico de la Arquidiócesis de Lipá en Filipinas. Sucede al arzobispo Ramon Arguelles, quien anteriormente presentó su renuncia antes de su edad de jubilación obligatoria en 2017. Su asignación anterior fue el obispo de la Diócesis de Dáet en Camarines Norte.

## Biografía
Gilbert Armea Garcera nació en Magarao, Camarines Sur, hijo de Celestino Borja Garcera y Nenita Romero Armea. Terminó su educación primaria en 1971 en la Escuela Parroquial Naga, Ciudad de Naga y su educación secundaria en 1975 en el Seminario Menor del Santo Rosario en la Ciudad de Naga. Continuó sus estudios en el Seminario Menor del Santo Rosario, donde completó la Licenciatura en Filosofía en 1979 y la Licenciatura en Sagrada Teología en 1983 en el Seminario Mayor del Santo Rosario. El mismo año, el 29 de mayo, fue ordenado sacerdote para la Arquidiócesis de Cáceres.
Recibió su maestría en Estudios Religiosos de la Universidad Ateneo de Manila, Ciudad Quezon, en 1992, con la tesis "Un Programa Propuesto de Formación Catequética Básica para Sordos".
En 2004, completó su Doctorado en Filosofía en Desarrollo Organizacional (OD) en el Instituto de Desarrollo Interdisciplinario del Sudeste Asiático (SAIDI), Antipolo, con su disertación "Una intervención de OD en la evolución de la cultura organizacional deseada de las Comisiones Episcopales de la Conferencia Episcopal de Filipinas (CBCP)".

## Vida religiosa

### Sacerdocio
La primera asignación del P. Garcera después de su ordenación presbiteral fue ser párroco asistente en la Catedral Metropolitana de San Juan Evangelista en la ciudad de Naga, luego, como Vicerrector de la Basílica Menor de Nuestra Señora de Peñafrancia de 1991 a 1992. Fue asignado como rector de la parroquia de San Francisco en la ciudad de Naga en 1997, donde, finalmente, se convirtió en el párroco después de un año.
Fue asignado en varios deberes ministeriales y pastorales en la Arquidiócesis de Cáceres. Fue nombrado Director Arquidiocesano de la Pastoral Catequética de Cáceres de 1987 a 1995. Fue miembro del Consejo Presbiteral de Cáceres de 1985 a 1998 y de la Comisión de Comunicación de 1988 a 1991. Fue elegido miembro de la Junta de Síndicos de la Escuela Parroquial Naga, Ciudad de Naga de 1995 a 2001.
De 1992 a 1995, se convirtió en Director Administrativo / Oficial de Personal en Radio Veritas Asia, luego de 2001 a 2003, fue nombrado Secretario General Adjunto y Tesorero Asistente de la Conferencia de Obispos Católicos de Filipinas y Editor Gerente, CBCP Monitor. Fue miembro de la Oficina de Oradores del Catecismo para los Católicos Filipinos (CFC) de la Comisión Episcopal de Catequesis y Educación Católica (ECCCE) desde enero de 2003 hasta el presente.
Se convirtió en el Director Nacional, Ad Interim de las Obras Misionales Pontificias de Filipinas en Manila y Secretario Ejecutivo, Ad Interim de la Comisión Episcopal sobre Misión de la Conferencia de Obispos Católicos de Filipinas de 2002 a 2003.
Fue nombrado Director Nacional de las Obras Misionales Pontificias de Filipinas en Manila, miembro del Consejo Superior y miembro del Delegado Asiático para el Consejo Restringido de las Obras Misionales Pontificias desde 2004 hasta el presente.
Fue elegido para presidir el Comité de Programa del Congreso para el Congreso de Misión Asiática en Tailandia de enero a octubre de 2006 y se convirtió en miembro del Comité Supremo de las Obras Misionales Pontificias, Roma, de 2005 a 2010.

### Obispo de Dáet
El 4 de abril de 2007, fue nombrado tercer obispo de Daet por el Papa Benedicto XVI después de que la renuncia de su predecesor, Benjamin J. Almoneda, D.D. fuera aprobada. Fue ordenado obispo el 29 de junio de 2007, en la Basílica Menor de Nuestra Señora de Peñafrancia, Ciudad de Naga por Leonardo Z. Legaspi, O.P., D.D., Arzobispo Metropolitano de Cáceres, junto con Benjamín J. Almoneda, D.D., Obispo Emérito de Daet, y Orlando Quevedo, OMI, D.D., Arzobispo de Cotabato.
En octubre de 2015, Garcera fue uno de los seis filipinos de los 270 cardenales y obispos y 18 parejas del mundo autorizados por el Papa Francisco para asistir al histórico Sínodo de los Obispos sobre la Familia en el Vaticano. A partir de 2017 presidió la Comisión Episcopal sobre Familia y Vida y fue miembro del Consejo Permanente de CBCP.

### Arzobispo de Lipa
El 2 de febrero de 2017, el Papa Francisco lo nombró arzobispo de Lipa, sucediendo a Ramón Argüelles, quien había dirigido la Arquidiócesis durante 13 años. El 21 de abril de 2017, fue instalado como el sexto arzobispo de Lipa y el 17 de enero de 2018, el palio conferido a los arzobispos que son metropolitanos recibidos del Papa Francisco durante la fiesta de San Pedro y San Pablo en la Basílica de San Pedro le fue otorgado a través del arzobispo Gabriele Giordano Caccia, Nuncio Papal en Filipinas. La Sede Metropolitana de Lipa encabezada por Garcera comprende la Archidiócesis de Lipa y sus diócesis sufragáneas de Lucena, Gumaca, Boac y la Prelatura de la Infanta.
En una asamblea plenaria llevada a cabo el 5 de julio de 2025, fue electo como Presidente de la Conferencia de Obispos Católicos de Filipinas, donde tomará posesión el 1 de diciembre en reemplazo de Pablo Virgilio David, quien ya cumplió su periodo en el cargo.